# Los Arenales, Querétaro Arteaga
Los Arenales är en ort i Mexiko.   Den ligger i kommunen Amealco de Bonfil och delstaten Querétaro Arteaga, i den sydöstra delen av landet, 140 km nordväst om huvudstaden Mexico City. Los Arenales ligger 2 453 meter över havet och antalet invånare är 296.
Terrängen runt Los Arenales är kuperad österut, men västerut är den platt. Runt Los Arenales är det ganska tätbefolkat, med 75 invånare per kvadratkilometer. Närmaste större samhälle är Amealco, 8,0 km nordost om Los Arenales. I omgivningarna runt Los Arenales växer huvudsakligen savannskog.